# Пауль Флемінг
Па́уль Фле́мінг (нім. Paul Fleming; 5 жовтня 1609, Гартенштайн — 2 квітня 1640, Гамбург) — німецький лікар та письменник. Один з найвизначніших поетів епохи бароко та учнів Мартіна Опіца.

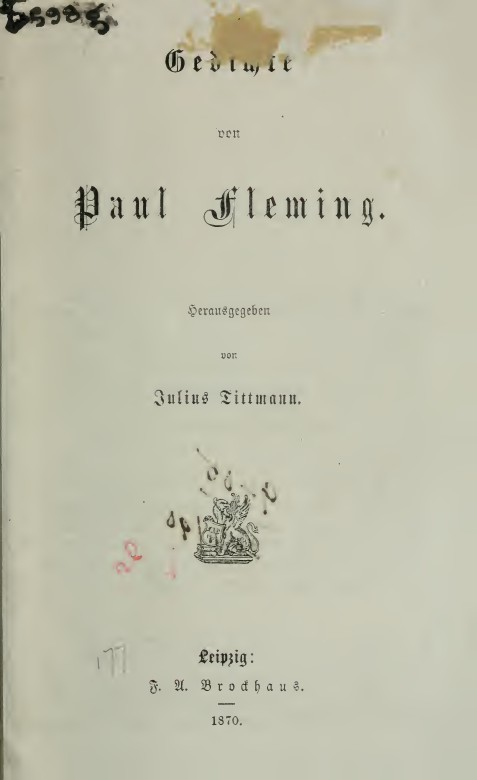
Gedichte

У складі посольства герцога Голштинського відвідав Росію та Персію у 1633 та 1636. Вірші Флемінга були видані після його смерті у 1641 його другом Адамом Олеарієм (Adam Olearius).

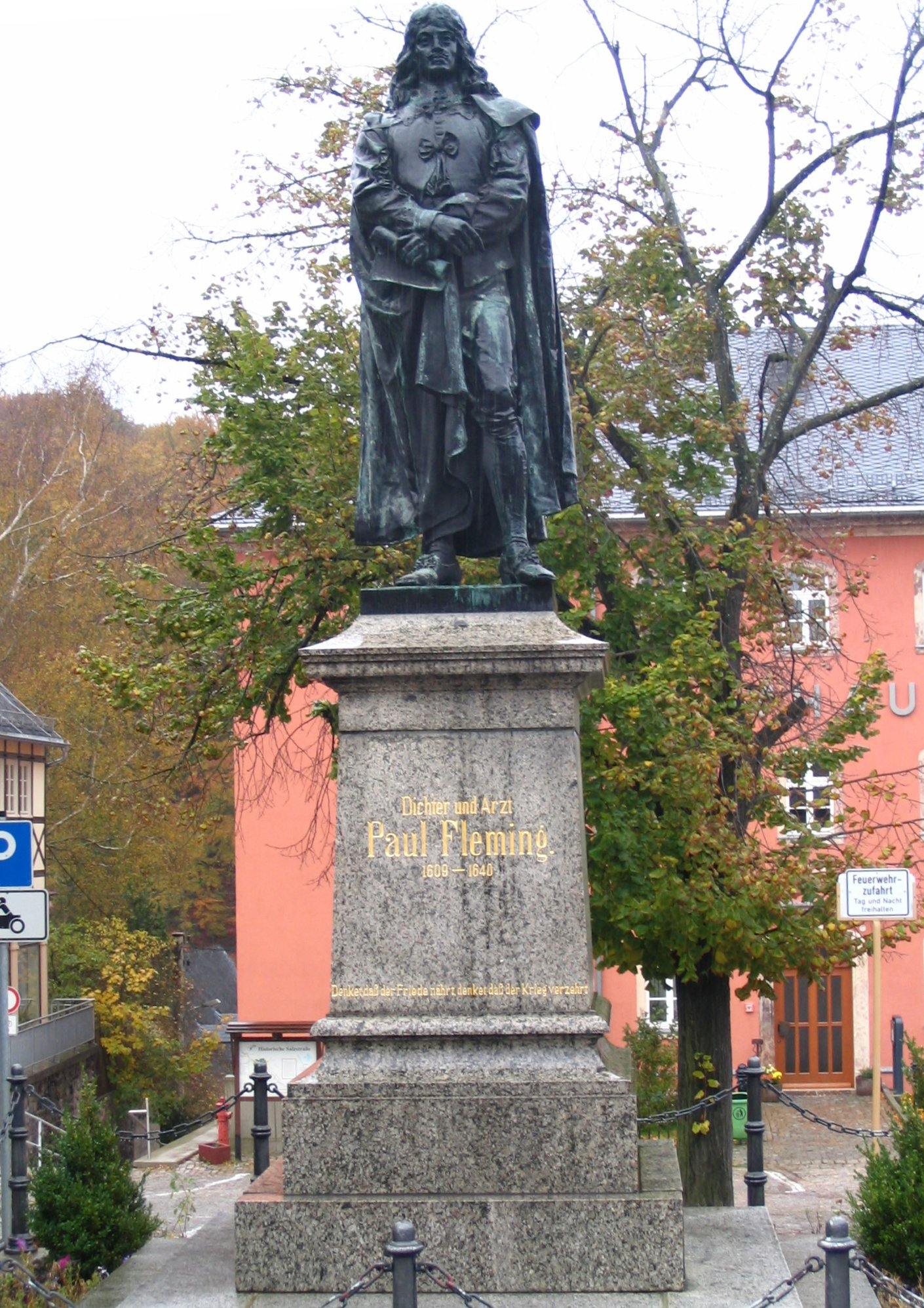
Пам'ятник Паулю Флемінгу у Гартенштайні

## Творчість
Поезія Флемінга пройнята впливом античної буколіки, відрізняється життєрадісним сприйняттям буття і в той же час характерним для лірики бароко відчуттям його хиткості. Частина його віршів присвячена Тридцятилітній війні; в них Флемінг, як і всі великі поети епохи, висловлює надію на швидке укладення миру. У 1631 році він перекладає псалми Давида. Особлива сторінка в його поезії — вірші, написані в Росії і про Росію (частина з них вперше переведена ще А. П. Сумароковим).